# Katalanistik

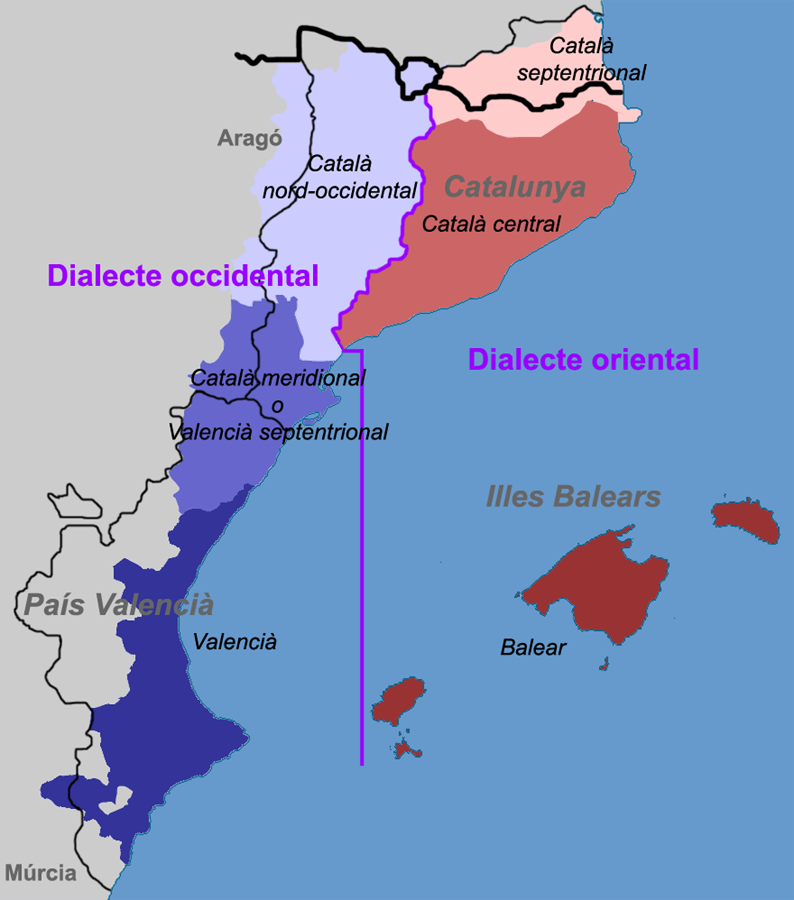
Dialekte des Katalanischen

Die Katalanistik ist die Wissenschaft von der katalanischen Sprache und dem Schrifttum der katalanischen Regionen.
Die Katalanistik ist Teil der Romanistik und eng mit der Hispanistik verbunden. Der katalanische Sprach- und Kulturraum erstreckt sich vom französischen Nordkatalonien und Andorra über Zentralkatalonien bis zum Süden des Landes València einschließlich der Balearen und umfasst ein von 11 Millionen Menschen bewohntes Territorium am westlichen Mittelmeer.